# Tarragona (Davao Oriental)
Tarragona ist eine Großraumgemeinde in der Provinz Davao Oriental und liegt auf der Insel Mindanao auf den Philippinen. Sie hat 26.225 Einwohner (Zensus 1. August 2015), die in 10 Barangays leben. Sie gehört zur dritten Einkommensklasse der Gemeinden auf den Philippinen und wird als partiell urbanisiert beschrieben.

## Barangays
Die Großraumgemeinde ist in 10 Barangays unterteilt.
- Cabagayan
- Central (Pob.)
- Dadong
- Jovellar
- Limot
- Lucatan
- Maganda
- Ompao
- Tomoaong
- Tubaon